# Wereldkampioenschap hockey voor junioren vrouwen
Het Wereldkampioenschap hockey voor junioren vrouwen is een internationale hockeycompetitie dat wordt georganiseerd door de FIH voor speelsters onder 21 jaar. Het toernooi vond voor het eerst plaats in 1989 en wordt sindsdien om de vier jaar gehouden.

## Historisch overzicht
| 1989         | Ottawa, Canada             | Duitsland  |                    | Zuid-Korea | Sovjet-Unie |                    | Nederland  |
| 1993         | Terrassa, Spanje           | Argentinië |                    | Australië  | Duitsland   |                    | Zuid-Korea |
| 1997         | Seongnam, Zuid-Korea       | Nederland  | 2–0                | Australië  | Argentinië  | 3–1                | Duitsland  |
| 2001         | Buenos Aires, Argentinië   | Zuid-Korea | 2–2 (4–3) Shootout | Argentinië | Australië   | 2–0                | Nederland  |
| 2005         | Santiago, Chili            | Zuid-Korea | 1–0                | Duitsland  | Nederland   | 2–1                | Australië  |
| 2009 Details | Boston, Verenigde Staten   | Nederland  | 3–0                | Argentinië | Zuid-Korea  | 2–1                | Engeland   |
| 2013 Details | Mönchengladbach, Duitsland | Nederland  | 1–1 (4–2) Shootout | Argentinië | India       | 1–1 (3–2) Shootout | Engeland   |